# المخيم الكشفي العالمي
المخيم الكشفي العالمي هو مهرجان كشفي تابع للمنظمة العالمية للحركة الكشفية، يحضره عادة الآلاف من منسوبي الكشافة من جميع أنحاء العالم، الذين تتراوح أعمارهم بين 14 إلى 17.
تم تنظيم أول مخيم كشفي عالمي من قبل جمعية الكشافة في لندن. مع وجود استثناءات لسنوات الحرب، ويتم تنظيم المهرجان كل أربع سنوات تقريبا، من قبل المنظمة العالمية للحركة الكشفية، في مواقع مختلفة حول العالم. عقد المخيم الكشفي العالمي الحادي والعشرون في عام 2007 في هايلاندز بارك، إسكس، المملكة المتحدة، وقد تم الاحتفال بمئوية الحركة الكشفية. كان المخيم الكشفي العالمي الثاني والعشرون في رينكباي في السويد بين 27 يوليو عام 2011 - 8 أغسطس عام 2011. كان المخيم الكشفي العالمي الثالث والعشرون في كيرارا في مدينة ياماغوتشي في اليابان وقد افتتح في 28 يوليو 2015، وأغلق في 8 أغسطس عام 2015.

## روابط خارجية
| المخيم الكشفي العالمي | المخيم الكشفي العالمي في الهواء | المخيم الكشفي العالمي على الإنترنت                      | المخيم الكشفي العالمي على الطريق    |
| --- | ------------------------------- | ------------------------------------------------------- | ----------------------------------- |
| - Jamboree history - WOSM Jamboree Histories - B-P's Jamborees - 21st World Scout Jamboree 2007 - World Jamboree history - 22nd World Scout Jamboree 2011 - 23rd World Scout Jamboree 2015 | - WOSM official site            | - WOSM official site - ScoutLink's Website - JOTI Radio | - JOTT's main site - JOTT's UK site |